# L'Eroica (ciclismo)
L'Eroica è una manifestazione cicloturistica, nata da un'idea di Giancarlo Brocci ed altre persone, che si svolge dal 1997 in provincia di Siena. Ha la particolarità di rievocare il ciclismo di un tempo, con percorsi che si svolgono in buona parte su strade bianche con biciclette e abbigliamento d'epoca. Si tiene sempre la prima domenica di ottobre.

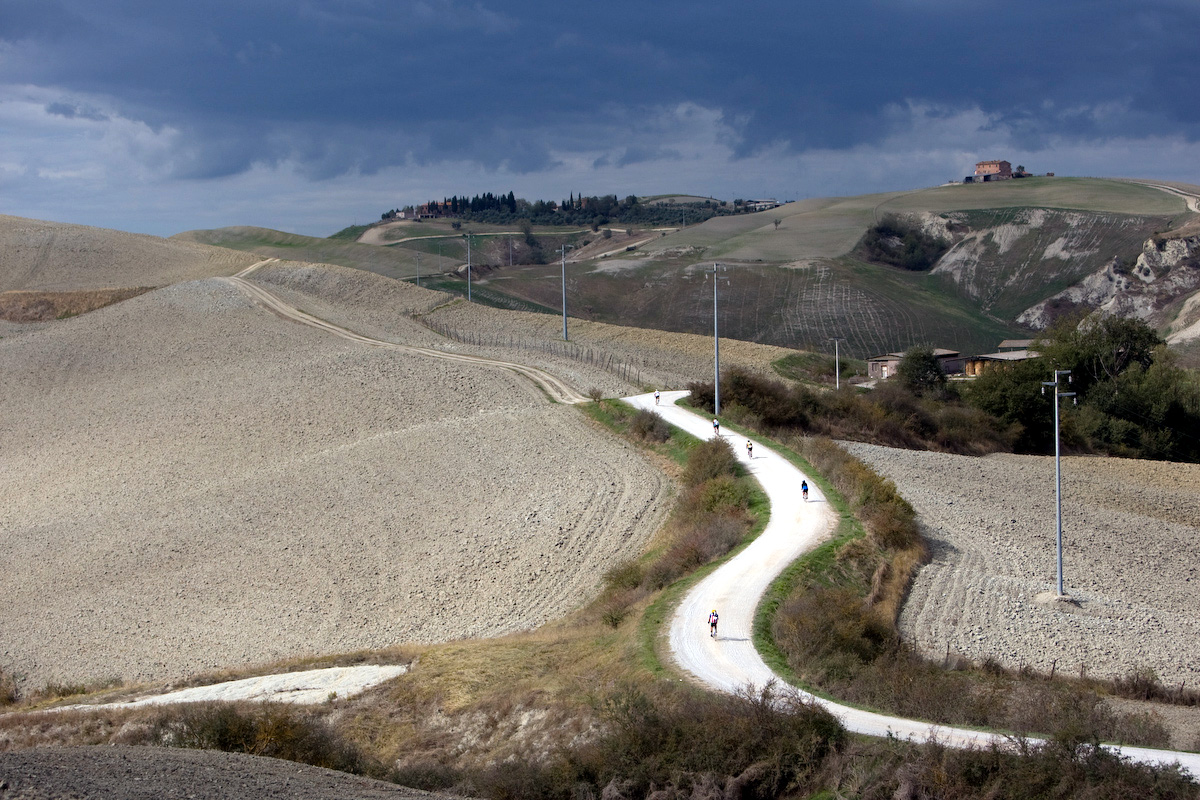
Una parte del percorso.

La manifestazione è aperta a tutti coloro che partecipano con bici da corsa d’epoca che rispettino precisi criteri:
- telaio in acciaio;
- leve del cambio sul tubo obliquo del telaio;
- fili dei freni che escono dalle leve e transitano esternamente al manubrio;
- pedali con gabbietta;
- ruote con minimo 32 raggi e cerchi a profilo basso.

## Descrizione
L'Eroica non è una gara o una competizione, ma una manifestazione cicloturistica, pur di un certo impegno nel suo percorso lungo. La partenza è nella forma detta alla francese, cioè libera entro una certa fascia oraria (solitamente all'alba). I controlli dei passaggi avvengono con l'apposizione di un timbro sul roadbook fornito dall'organizzazione. Non è prevista una classifica finale ma viene pubblicato solo un elenco degli arrivati in ordine alfabetico con il percorso effettuato da ogni concorrente.
Sul percorso sono presenti numerosi ristori con prodotti tipici locali.

### Percorsi
I percorsi proposti sono 5 di lunghezze variabili dai 32 km della "Passeggiata", ai 209 km del "Lungo", che presenta 3.891 metri di dislivello, 115 km di strade bianche e 5 ristori. I partecipanti possono scegliere anche uno dei percorsi intermedi: "Piccolo Chianti" 46 km; "Corto" 78 km; "Medio" 130 km.
La partenza avviene a Gaiole in Chianti. I percorsi si snodano nella zona del Chianti e altri verso Siena e la Val d'Orcia, fino a Montalcino, con numerosi saliscendi e talvolta con erte ripide e difficili da affrontare con le bici da corsa di un tempo.

### Bici d'epoca
L'Eroica è famosa nel mondo, al punto che da anni gli organizzatori hanno dovuto stabilire un numero massimo di 7 000 partecipanti provenienti da sessanta nazioni. A partire dall'edizione 2021, anche a causa delle implicazioni legate alla pandemia di Covid19, la manifestazione è stata spalmata sull'arco di 2 giorni per distribuire meglio il numero complessivo di partecipanti che nell'edizione 2022 ha superato gli 8.000 partenti. Si possono incontrare bici di ogni epoca, anche dei primi decenni del Novecento. Tra le biciclette d'epoca più prestigiose della manifestazione anche le famose Pinzani. Non è consentita la partecipazione con MTB.

### Parco ciclistico del Chianti
L'Associazione che ha organizzato le prime edizioni de L'Eroica è stata l'Associazione Parco ciclistico del Chianti, votata alla salvaguardia delle strade bianche, che si è occupata anche della mappatura del percorso sul territorio con segnaletica adeguata. Oggi L'Eroica è organizzata da Eroica Italia SSD a r.l.

### Il marchio de L'Eroica
Dal 2014 il marchio è stato ceduto dai fondatori (Rita Capotondi, Franco Gatterelli, Furio Giannini, Monica Licitra, Claudio Marinangeli, Luigina Nassi e Cecilia Parrini) ad un gruppo di imprenditori del mondo del ciclismo facenti capo al gruppo Selle Royal e Brooks Ltd (marchio acquisito nel 2002 da Selle Royal.
Giancarlo Brocci, uno dei fondatori e inventore dell'idea, non è tra coloro che ha ceduto L'Eroica al gruppo imprenditoriale che l'ha acquisito nel 2014 in quanto aveva già ceduto le sue quote in precedenza agli altri 7 soci.

## Monte Paschi Eroica
Nel 2007, due giorni dopo la versione cicloturistica, si è disputata la prima Monte Paschi Eroica, competizione aperta ai ciclisti professionisti che ripercorre le strade, anche bianche, de L'Eroica. Oggi la corsa è stata denominata Strade Bianche.
Dal 2013, la RCS Sport, organizzatrice della Strade Bianche, ha spostato la partenza a San Gimignano. Dal 2015 la corsa parte ed arriva a Siena. Nello stesso anno è stata organizzata, sempre con partenza e arrivo a Siena, la prima edizione della Gran Fondo Strade Bianche, passata in soli tre anni da poche centinaia di partecipanti a 5.000.